# Кондратенков, Геннадий Степанович
Геннадий Степанович Кондратенков — советский и российский учёный в области радиовидения, лауреат Государственной премии СССР, генерал-майор авиации.

## Биография
Родился 13 июля 1930 г. в г. Людиново Калужской (в то время Западной) области.
Окончил Московский энергетический институт (1952).
С 1952 г. на военной службе, инженер полка в дивизии стратегических бомбардировщиков.
В 1958 г. поступил в адъюнктуру Военно-воздушной академии им. Н. Е. Жуковского, после окончания которой работал там же, последняя должность — начальник факультета авиационного радиоэлектронного оборудования.
Основал и возглавил научную школу «Радиовидение», в которой воспитано 25 кандидатов технических наук, 7 из которых стали впоследствии докторами наук.
Автор (соавтор) 7 монографий, более 100 научных трудов, 27 изобретений.
Публикации:
- Обработка информации когерентными оптическими системами [Текст]. — Москва : Сов. радио, 1972. — 206 с. : черт.; 21 см.
- Радиовидение. Радиолокационные системы дистанционного зонирования Земли: учеб. пособие для студентов вузов, обучающихся по специальностям 200700 «Радиотехника», 201600 «Радиоэлектрон. системы», 201700 «Средства радиоэлектрон. борьбы» направления подгот. дипломир. специалистов 654200 «Радиотехника» / Г. С. Кондратенков, А. Ю. Фролов. — М. : Радиотехника, 2005 (Вологда : ООО ПФ Полиграфист). — 366 с. : ил.; 22 см. — (Серия. Радиолокация).; ISBN 5-88070-071-2 (в пер.)
- Радиолокационные станции воздушной разведки / [А. А. Комаров, Г. С. Кондратенков, Н. Н. Курилов и др.]; Под ред. Г. С. Кондратенкова. — М. : Воениздат, 1983. — 152 с. : ил.; 21 см; ISBN В пер.

Генерал-майор авиации.
Лауреат Государственной премии СССР. Заслуженный деятель науки РФ (1998), Почётный радист СССР, академик Международной академии информатизации.